# 山路敬三

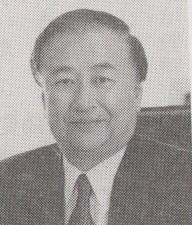
人事院総裁賞選考委員会委員として、人事院が公表した肖像写真

山路 敬三（やまじ けいぞう、1927年12月26日 - 2003年12月26日）は、元キヤノン社長。愛知県出身。

## 来歴・人物
愛知一中、静岡県立静岡中学校、静岡高等学校 (旧制)を経て、東京大学理学部物理学科卒業。工学博士（ズームレンズの光学設計に関する研究）。
1951年にキヤノンカメラ株式会社（現キヤノン）に入社。中央研究所副所長、事務機事業本部長などを務めた後、1989年に代表取締役社長に就任。1993年1月米国の経営誌ビジネスウィークの注目される経営者を選ぶ企画でベストマネージャーの一人に選ばれた（米国以外の企業から選ばれたのは山路が初めて）。
1995年に日本テトラパック株式会社取締役会長に就任。